# Pourriture fibreuse

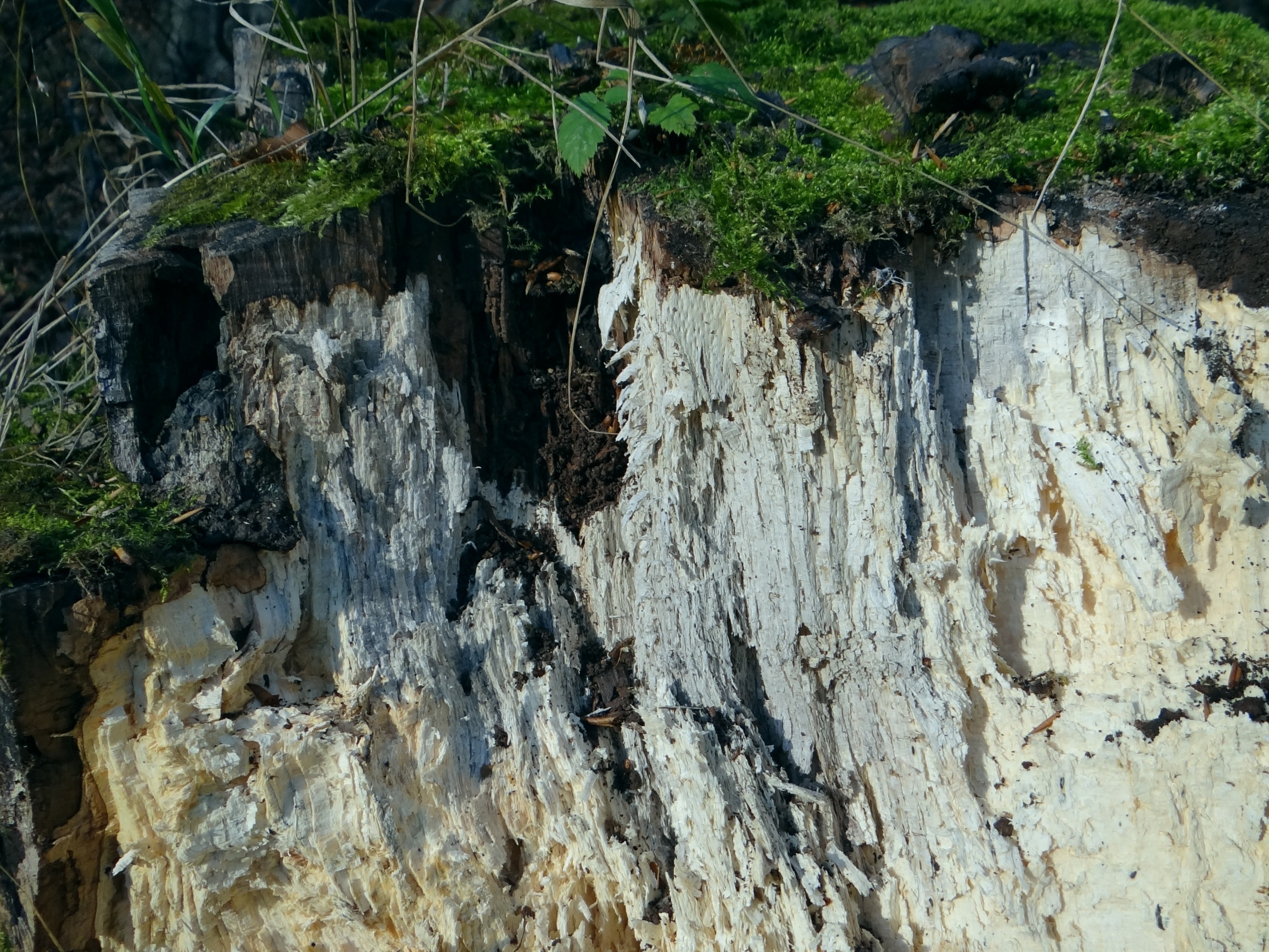
La pourriture fibreuse indique une attaque avancée de champignons lignivores.

Schéma illustrant le réseau mycorhizien et des champignons saprotrophes du bois et de la litière, responsables de deux types de pourriture blanche.

La pourriture fibreuse, aussi appelée pourriture blanche ou pourriture lignolytique, est une maladie cryptogamique du bois provoquée par des champignons lignivores qui dégradent la lignine (ligninolyse) puis la cellulose (cellulolyse). Ce type de pourriture du bois fait partie avec la pourriture cubique (également appelée pourriture brune) des pourritures classiques qui se distinguent de la pourriture molle causée par des champignons qui se développent dans des conditions d'humidité et tolèrent des besoins en oxygène moins importants, notamment dans les bois en contact du sol et qui sont rendus spongieux. Les agents actifs de cette pourriture sont des champignons pathogènes profitant généralement d'une porte d’entrée (lésions d'écorces, galeries d'insectes xylophages…) pour coloniser l'arbre. Les pourritures blanches représentent près de 90 % des champignons associés au bois mort.

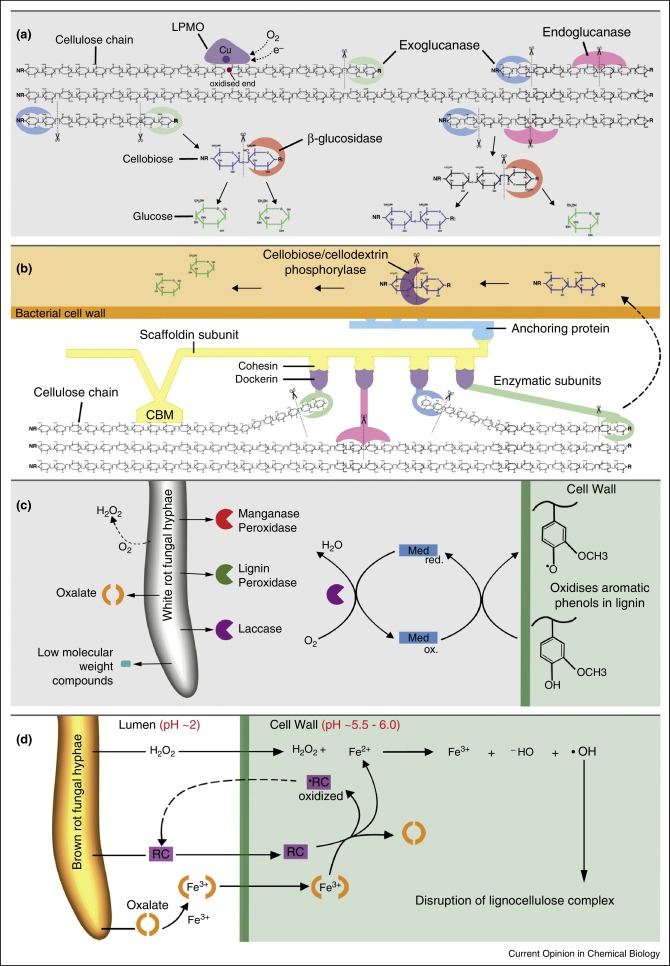
Représentation schématique des mécanismes lignocellulolytiques. (c) Dégradation de la lignine par les champignons de la pourriture blanche qui sécrètent des enzymes extracellulaires (peroxydases de lignine qui oxydent les fractions aromatiques non phénoliques, peroxydases de manganèse et laccases, via un médiateur Med, qui oxydent les sous-unités phénoliques).

En forêt, les branches ou les troncs atteints de pourriture fibreuse deviennent friables, blanchâtres. Le bois perd sa résistance mécanique et quand on l'effrite, il se délite en fibres allongées et molles. Il peut atteindre le stade pourriture alvéolaire (les alvéoles sont des poches de bois décomposé correspondant à la cellulolyse qui succède très rapidement à la ligninolyse). Au stade final, le cœur est complètement transformé en une masse filamenteuse blanche correspondant à la cellulose.

## Pourriture blanche du bois

### Processus
La cellulose composée de monomères de glucose, et les protéines constituées d'acides aminés réunis par le même type de liaison peptidique, sont facilement dégradables, à l'inverse de la lignine, hétéropolymère capable de constituer de multiples et diverses liaisons (avec des pectines, expansines, celluloses). Aucun organisme ne dispose de l'ensemble des enzymes capables de détruire la grande diversité de ces liens chimiques. Seuls quelques agents de la pourriture fibreuse possèdent des enzymes, les ligninases, capables de dégrader la lignine (lignolyse fongique). En fabriquant des radicaux libres, ces enzymes coupent les multiples et diverses liaisons de la lignine et désolidarisant les cellules végétales allongées, ce qui donne le délitement fibreux observable à l'œil nu, fait de paquets de ces cellules.

### Vecteurs
Les principaux vecteurs de la pourriture fibreuse sont, :
- des polypores (du genre Phellinus, tel que le polypore des caves, ou du genre des amadouviers Fomes)
- des tramètes (Tramète du bouleau, genres Daedaleopsis et Trametes dont le Polypore versicolor, le Polypore bossu ou le Polypore brûlé)
- des Pleurotes
- les Crépidotes
- Le Schizophyllum commune
- Le Pycnoporus (Pycnoporus cinnabarinus)
- Les Collybia
- Les Stérées
- La plupart des Xylariacées (Xylaire du bois, hypoxylon en forme de fraise)

Ces vecteurs fongiques sont différents de ceux responsables de la pourriture blanche de la litière et de l'humus.

## Pourriture blanche de la litière et de l'humus
La matière organique du sol subit une double transformation : la minéralisation et l'humification. Au cours de la minéralisation primaire, les agents cellulolytiques (bactéries et champignons) attaquent la cellulose. Il semble que les espèces cellulolytiques qui s'installent généralement en premier, sont essentiellement des moisissures (Penicillium, Trichoderma, Pullularia, Mucor, Mortierella). Sous leur action les feuilles ou aiguilles de la litière prennent . Puis interviennent les agents lignolytiques qui hydrolysent la lignine (Collybie savonneuse, Mycène rose, Marasme à odeur d'ail…). Ces agents sont des champignons aérobies qui font partie de la pourriture blanche de la litière et l'humus. En effet, cette hydrolyse met en jeu des réactions oxydatives qui sont irréalisables en anaérobiose et seuls ces champignons possèdent des enzymes (polyphénol oxydase, ligninases dont sont dépourvues les bactéries), qui réalisent la décomposition biologique de la lignine et des tanins dans les forêts. Cette dégradation est une condition préalable pour démasquer les composés de phosphore et d'azote organique (composés masqués dans les complexes tanins-protéines brunâtres) avant leur hydrolyse par des enzymes spécialisées, les protéases, qui peuvent être produites par les différents organismes du sol, dont les champignons mycorhiziens. La pourriture blanche de la litière et de l'humus joue ainsi un rôle essentiel dans le recyclage des déchets et débris végétaux.